# Philadelphia Eagles
O Philadelphia Eagles é uma franquia profissional de futebol americano sediada na Filadélfia, Pensilvânia. Os Eagles competem na National Football League (NFL) como um membro da divisão leste da National Football Conference (NFC). Eles tem dois títulos de Super Bowl, tendo vencido as edições LII e LIX; eles também tem quatros títulos da NFL em geral, depois de vencer a final de 1948, 1949 e 1960.
A equipe tem uma intensa rivalidade com os New York Giants. Essa rivalidade é a mais antiga na NFC East e está entre as mais antigas da NFL. Foi classificada pela NFL Network como a rivalidade número um de todos os tempos, a Sports Illustrated classifica-a entre as 10 maiores rivalidades da NFL de todos os tempos e de acordo com a ESPN, é uma das mais ferozes e conhecidas rivalidades na comunidade do futebol americano. Eles também têm uma forte rivalidade com o Dallas Cowboys, que se tornou mais conhecido desde os anos 1960, bem como uma rivalidade histórica com o Washington Commanders. Sua rivalidade com o Pittsburgh Steelers é outra rivalidade amarga, que remonta a 1933, e que se origina principalmente dos status das duas equipes como sendo de lados opostos do mesmo estado.
A equipe está sempre entre as melhores do campeonato e tem vendido todos os ingressos em todos os seus jogos desde a temporada de 1999. Em uma pesquisa da Sports Illustrated de 321 jogadores da NFL, os fãs de Eagles foram selecionados como os fãs mais intimidadores da NFL. Financeiramente, em agosto de 2024, foi ranqueada como a oitava franquia mais valiosa da NFL, sendo avaliada em US$ 6,6 bilhões de dólares.

## História

### 1931–1960

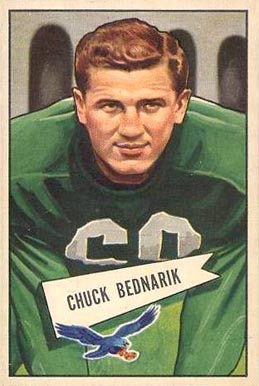
Chuck Bednarik

No meio da temporada de 1931, o Frankford Yellow Jackets foram à falência e foram forçados a cessar suas operações. Depois de mais de um ano em busca de um substituto adequado, a NFL concedeu uma franquia de expansão a um sindicato liderado por Bert Bell e Lud Wray e concedeu-lhes os direitos de franquia da falida organização Yellow Jackets. O grupo Bell-Wray teve que pagar uma taxa de entrada de US $ 3.500 (equivalente a US $ 40.230 hoje) e assumiu uma dívida total de US $ 11.000 devida a outras três franquias da NFL. Inspirando-se na insígnia Blue Eagle da National Recovery Administration, Bell e Wray nomearam a nova franquia como Philadelphia Eagles. Nem os Eagles nem a NFL consideram oficialmente as duas franquias iguais, citando o período de dormência acima mencionado. Além disso, quase nenhum jogador dos Yellow Jackets estava na primeira equipe dos Eagles. Os Eagles, juntamente com o Pittsburgh Steelers e o agora extinto Cincinnati Reds, juntaram-se à NFL como equipes de expansão.
Em 1937, os Eagles se mudaram para o Shibe Park (renomeado Connie Mack Stadium em 1954) e jogaram seus jogos em casa no estádio até 1957, exceto pela temporada de 1941, que foi disputada no Estádio Municipal, onde eles jogaram de 1936 a 1939.
Os Eagles lutaram ao longo de sua primeira década, suportando repetidas temporadas perdedoras. Em dezembro de 1940, o proprietário do Pittsburgh Steelers, Art Rooney, vendeu sua franquia para Alexis Thompson por US $ 160.000 e, em seguida, usou metade dos lucros para comprar metade das ações dos Eagles de Bell, seu amigo de longa data. Logo depois, Bell e Rooney trocaram a franquia Eagles por Thompson e a transferiram para Pittsburgh (como os "Steelers"), enquanto Thompson transferiu a franquia Steelers para a Filadélfia (como os "Eagles").
Em 1943, quando a escassez de mão de obra decorrente da Segunda Guerra Mundial tornou impossível o preenchimento da lista, a equipe se fundiu com o Pittsburgh Steelers, formando o "Phil-Pitt Eagles" e eram conhecidos como "Steagles". (A fusão, nunca planejada como um acordo permanente, foi dissolvida no final da temporada de 1943.)
No final da década de 1940, o treinador Earle "Greasy" Neale e o running back Steve Van Buren lideraram a equipe para três finais consecutivas da NFL, vencendo dois deles em 1948 e 1949. Esses dois campeonatos marcam os Eagles como a única equipe da NFL a vencer campeonatos consecutivos, derrotando o Chicago Cardinals por 7-0, em 1948 - em uma nevasca - e Los Angeles Rams por 14–0 em 1949.
Depois da temporada de 1957, os Eagles mudaram-se do Connie Mack Stadium para o Franklin Field, na Universidade da Pensilvânia. Franklin Field teria mais de 60.000 lugares, enquanto Connie Mack tinha uma capacidade de 39.000 lugares. O estádio mudou de grama para AstroTurf em 1969. Foi o primeiro estádio da NFL a usar grama artificial.
Em 1960, os Eagles venceram seu terceiro campeonato da NFL, sob a liderança dos futuros membros do Hall da Fama, Norm Van Brocklin e Chuck Bednarik; o treinador principal era Buck Shaw. Os Eagles, por um placar de 17-13, se tornou o único time a derrotar Vince Lombardi e seu Green Bay Packers nos playoffs.

### 1961-1975

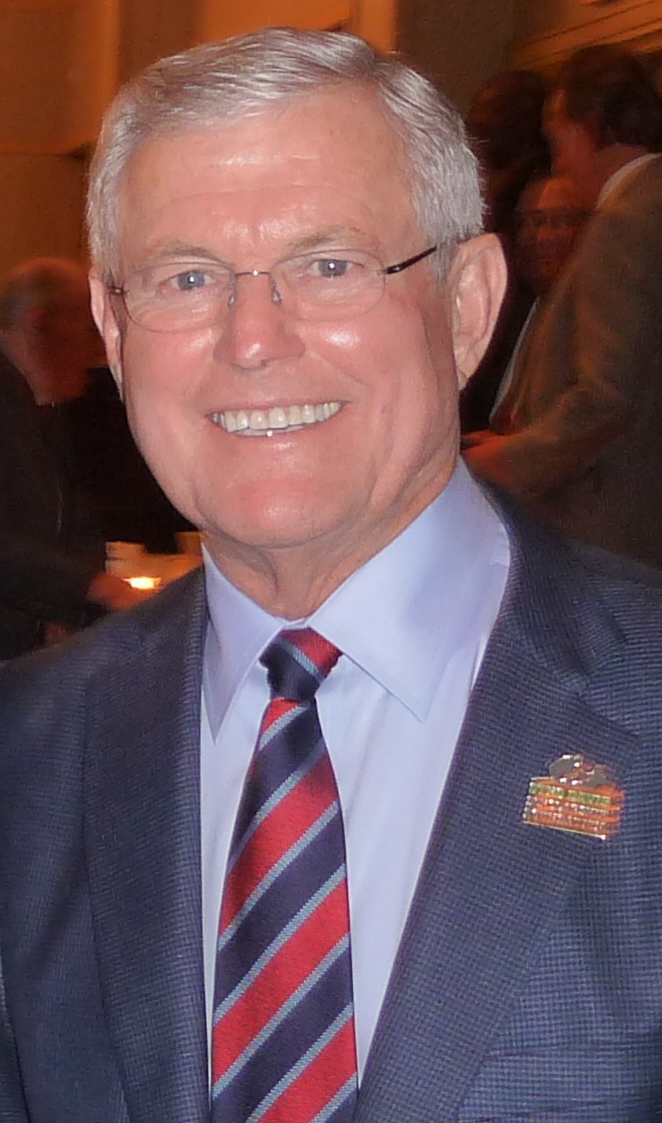
Dick Vermeil, treinador dos Eagles de 1976 a 1982

Os Eagles tiveram uma temporada decente em 1961 e depois caíram em tempos difíceis em 1962. Jerry Wolman, depois de consultar seu amigo de longa data, Brandon Sturrock, comprou a franquia em 1963 do "Happy Hundred", um grupo de investidores que possuía a equipe de 1949 a 1963, por US $ 5.505.000 (equivalente a US $ 44.004.098 hoje).
Em 1969, Leonard Tose comprou os Eagles de Wolman por $ 16.155.000 (equivalente a $ 107.807.505 hoje), então um recorde para uma franquia esportiva profissional. O primeiro ato oficial de Tose foi demitir o treinador Joe Kuharich após um decepcionante recorde de 24-41-1 durante seu reinado de cinco anos. Ele seguiu isso nomeando o ex-recebedor dos Eagles, Pete Retzlaff, como General Manager e Jerry Williams como treinador.
Com a fusão da NFL e da AFL em 1970, os Eagles foram colocados na Divisão Leste da NFC com seus arqui-rivais New York Giants, Washington Redskins e Dallas Cowboys. Sua rivalidade acirrada com os Giants é a mais antiga das rivalidades da NFC East, que remonta a 1933 e é muitas vezes apontada como uma das maiores rivalidades da NFL.

### 1976–1984

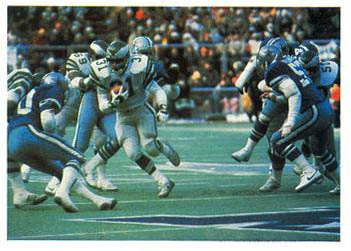
Os Eagles derrotaram os Cowboys no NFC Championship Game de 1980 e foram pela primeira vez para o Super Bowl.

Em 1976, Dick Vermeil foi contratado para treinar os Eagles, que tiveram apenas uma temporada vitoriosa de 1962 a 1975. A partir de 1978, o técnico Dick Vermeil e o quarterback Ron Jaworski lideraram a equipe em quatro aparições consecutivas nos playoffs.
A equipe de 1980 de Vermeil ganhou seu primeiro título da NFC East. Foram pareados contra o rival Dallas Cowboys no NFC Championship, que eles venceram por 20-7. No entanto, os Eagles perderam para o Oakland Raiders no Super Bowl XV.
No ano seguinte, os Eagles foram eliminados no wild card contra o New York Giants. No rescaldo da decepcionante e encurtada temporada de 1982, o técnico Dick Vermeil renunciou, alegando que estava "esgotado". Vermeil foi substituído pelo coordenador defensivo Marion Campbell.
Em janeiro de 1983, Tose anunciou que sua filha, Susan Fletcher, vice-presidente e consultora jurídica dos Eagles, acabaria por sucedê-lo como principal proprietário dos Eagles. Então, em 1984, circulavam rumores de que Leonard Tose estava pensando em mudar a equipe para Phoenix, Arizona, devido a razões financeiras.

### 1985-1993
Em 1985, Tose foi forçado a vender os Eagles a Norman Braman e Ed Leibowitz, negociantes de automóveis altamente bem-sucedidos da Flórida, por supostos US $ 65 milhões (equivalentes a US $ 147.899.134 hoje) para pagar seus mais de US $ 25 milhões (equivalentes a US $ 56.884.282 hoje) em dívidas de casinos de Atlantic City.
O futebol da Filadélfia lutou durante os anos de Marion Campbell em meados da década de 1980 e foi marcado por um mal-estar na participação dos fãs. No entanto, no Draft de 1985, os Eagles adquiriram os direitos de Reggie White, jogador de elite da Memphis Showboats. Em 1986, a chegada do treinador Buddy Ryan e sua atitude de fogo rejuvenesceram o desempenho da equipe e acendeu a base de fãs, mas os Eagles não conseguiram vencer um jogo de playoff durante o mandato de Ryan. Possivelmente, a pior dessas derrotas foi o chamado "Fog Bowl", em 1988, contra o Chicago Bears. Ryan foi demitido em 7 de janeiro de 1991, depois de uma derrota nos playoffs para os Redskins. O coordenador ofensivo Rich Kotite foi promovido a treinador três dias depois.
Depois que o Defensive tackle Jerome Brown foi morto em um acidente automobilístico, a equipe e a fanbase se dedicaram a "ganhar o título para Jerome" na temporada de 1992. Kotite levou os Eagles a uma vitória nos playoffs contra o New Orleans Saints durante a pós-temporada de 1992 mas perderam na rodada seguinte para o Dallas Cowboys. Eles perderam Reggie White na offseason.
O contrato de Kotie não foi renovado depois de uma decepcionante temporada de 1994 em que os Eagles ficaram com um recorde de 7-9, perdendo seus últimos sete jogos. De 1988 a 1996, os Eagles se classificaram para os playoffs em seis das nove temporadas, mas venceram a NFC East apenas uma vez, em 1988. Entre as estrelas ofensivas da equipe durante esse período estavam: o quarterback Randall Cunningham, o tight end Keith Jackson e o Running Back Herschel Walker. Mas a defesa chamada de "Gang Green" é, possivelmente, o que definiu a equipe, liderada por Reggie White, Jerry Brown, Clyde Simmons, Eric Allen, Waters e Mark McMillian.

### Era Lurie (1994–presente)

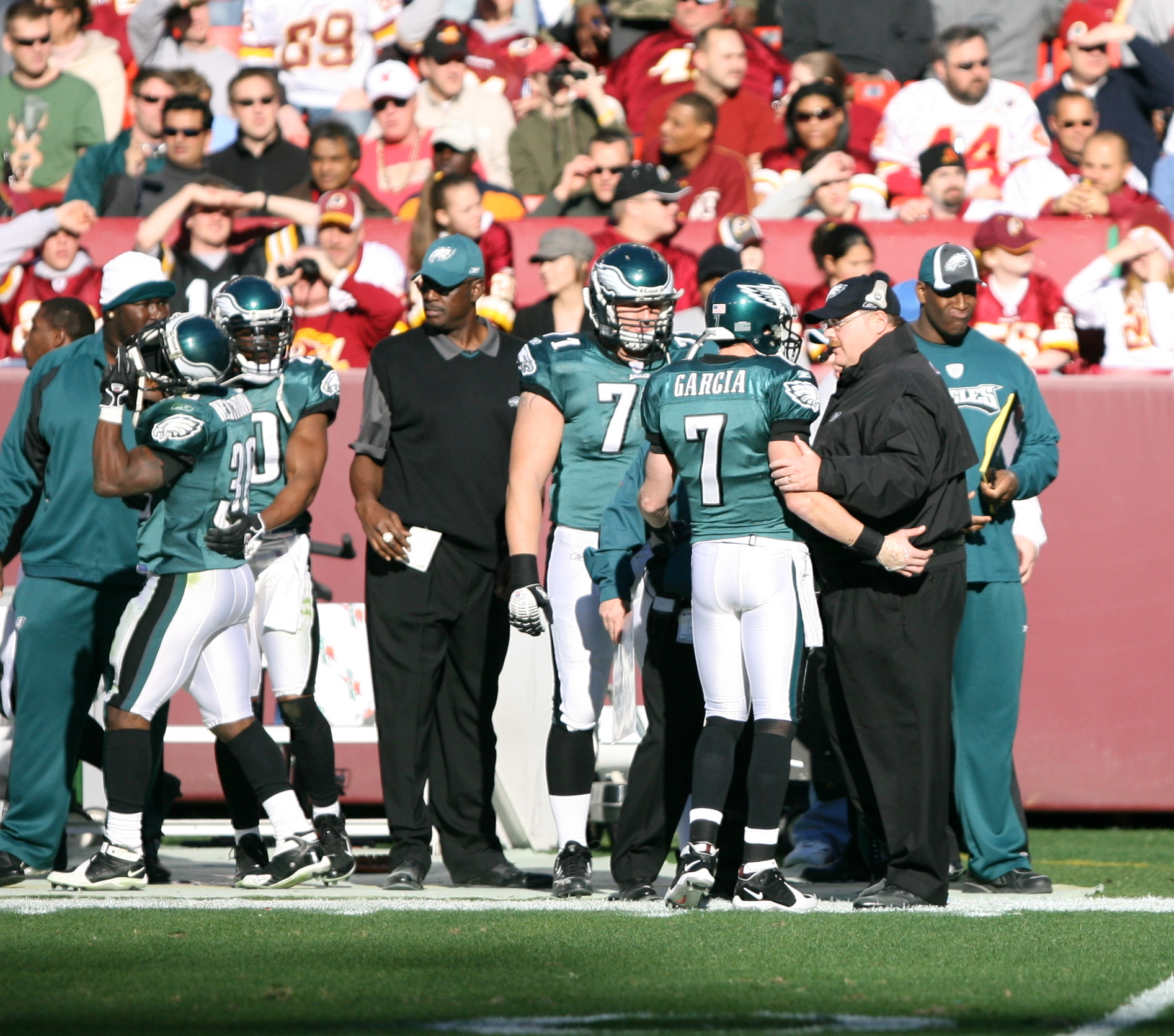
Andy Reid fala com Jeff Garcia em um jogo contra os Redskins

Jeffrey Lurie comprou os Eagles em 6 de maio de 1994 do então proprietário Norman Braman por cerca de US $ 185 milhões. O clube é estimado como o oitavo time esportivo mais valioso da NFL, avaliado em US$ 6,6 bilhão pela Forbes.
Na primeira temporada de Lurie como dono, a equipe teve apenas 7 vitórias, mas isso foi seguido por uma temporada de 10 vitórias em 1995. Além das 10 vitórias e vaga nos playoffs, 1996 foi um ano agitado. Os uniformes mudaram do tom clássico de Kelly Green para um verde mais escuro, o quarterback Randall Cunningham saiu depois de 11 temporadas, e o futuro favorito dos fãs, Brian Dawkins, foi selecionado na segunda rodada do draft. Depois de ter recordes de 6–9–1 e depois de 3-13, o treinador Ray Rhodes foi demitido após quatro temporadas.

#### Era Andy Reid (1999–2012)

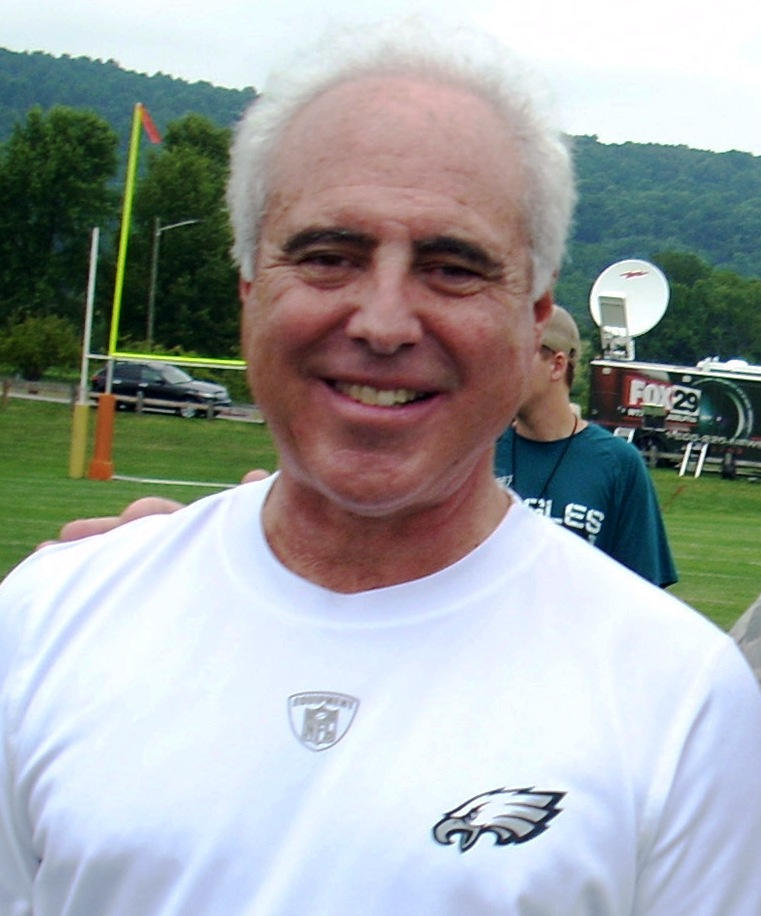
Jeffrey Lurie é proprietário desde 1994

Em 1999, os Eagles contrataram o treinador Andy Reid e o quarterback Donovan McNabb. De 1999 até 2004, a equipe melhorou continuamente, passando de 5-11 em 1999, retornando aos playoffs com um recorde de 11-5 em 2000, sendo eliminada no Divisional Round. Além disso, os Eagles jogaram em quatro NFC Championship Games consecutivos entre 2001 e 2004.
Em 2001, os Eagles terminaram com um recorde de 11-5, batendo os Buccaneers e os Bears para avançar para a NFC Championship, onde perderam para o St. Louis Rams.
Em 2002, os Eagles terminaram com um recorde de 12-4, mas o Tampa Bay Buccaneers se vingaram no NFC Championship e derrotaram os Eagles.
Em 2003, eles perderam para o Carolina Panthers em seu terceiro NFC Championship consecutivo.

#### Temporada de 2004 e Super Bowl XXXIX
Em 2004, o Philadelphia Eagles teve sua melhor temporada desde 1960, tendo um recorde de 13-3. McNabb completou 64% de seus passes para 3.875 jardas, apesar de não ter jogado todos os 16 jogos. McNabb se tornou o primeiro quarterback a jogar mais de 30 touchdowns e menos de 10 interceptações em uma temporada. Seu sucesso pode ser atribuído ao fato de que ele tinha um receptor confiável, Terrell Owens, que conseguiu 1.200 jardas e 14 touchdowns em 14 jogos.
Depois de derrotar o Minnesota Vikings e o Atlanta Falcons, os Eagles avançaram para o Super Bowl XXXIX, onde duelaram contra o New England Patriots. Embora McNabb tenha tido 3 touchdowns e 357 jardas no jogo, e o placar estava empatado em 14–14, os Patriots marcaram dez pontos seguidos. Os Patriots acabaram vencendo o jogo por 24-21.

#### 2005–2012

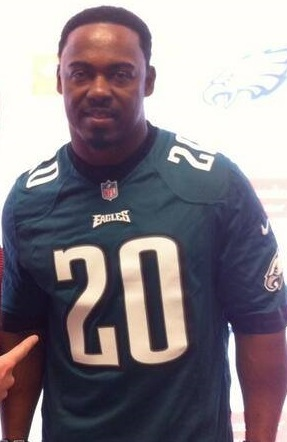
Brian Dawkins foi um dos principais safety da NFL e foi o capitão defensivo dos Eagles.

A equipe deu um passo atrás em 2005 com um recorde de 6-10. McNabb havia jogado com uma hérnia esportiva e um polegar quebrado, começando em 4-2, mas perdendo três seguidas, antes de McNabb finalmente sucumbir a uma lesão e ficar de fora pelo resto da temporada. Por um comportamento desagradável com McNabb, Owens foi suspenso após 7 jogos, eventualmente sendo dispensado.
Em 2006, a equipe perdeu McNabb por 10 jogos e entrou em tumulto, mas Westbrook jogou bem e os Eagles conquistaram seu quinto título na NFC East sob o comando de Reid, com um recorde de 10-6. Eles perderam para o New Orleans Saints no Divisional Round.
Em 2008, a equipe venceu seu 500º jogo e também selecionou DeSean Jackson, um grande recebedor quando emparelhado com McNabb.
Em 11 de janeiro de 2009, a equipe derrotou o atual campeão do Super Bowl, o New York Giants, por 23-11, a caminho do seu sexto NFC Championship Game. No NFC Championship, os Eagles perderam para o Arizona Cardinals por um placar de 32-25 após o quarterback Kurt Warner marcar nos últimos segundos.
Em 13 de agosto de 2009, os Eagles assinaram com o quarterback Michael Vick. Em 6 de dezembro de 2009, Andy Reid tornou-se apenas o quinto técnico da história da NFL a vencer 100 ou mais partidas com uma única equipe em uma única década (os outros quatro são Tom Landry, Don Shula, Tony Dungy e Bill Belichick, todos vencedores do Super Bowl). McNabb finalmente teve um excelente corpo de recebedores, entre eles: Jeremy Maclin, DeSean Jackson (1,000 jardas nessa temporada) e Brent Celek (Top 5 entre os tight ends). O Defensive end Trent Cole se tornou a força dominante na defesa com 12 sacks, o que lhe valeu sua segunda viagem ao Pro Bowl. Em 2009, os Eagles terminaram a temporada com um recorde de 11-5. Em seu jogo de wild card em janeiro de 2010, os Eagles perderam por 34-14 para os Cowboys.
Em 4 de abril de 2010, a equipe trocou o quarterback Donovan McNabb com o Washington Redskins e Michael Vick assumiu a titularidade. Vick levou os Eagles ao seu sexto título da NFC East em dez temporadas, com um recorde de 10-6. Na rodada de wild card, os Eagles perderam por 21-16 para o eventual campeão do Super Bowl XLV, o Green Bay Packers.
A temporada de 2011 dos Eagles foi uma grande decepção, já que eles só conseguiram terminar com um recorde de 8-8 e não foram para os playoffs. Em 2012, os Eagles tiveram um recorde de 4-12. Depois de uma derrota para o New York Giants em 30 de dezembro de 2012, o treinador Andy Reid foi demitido após quatorze temporadas com a equipe.

#### Era Chip Kelly (2013–2015)
Em 16 de janeiro de 2013, os Eagles trouxeram o técnico de Universidade de Oregon, Chip Kelly, para suceder Reid como técnico principal. O Philadelphia Eagles nomeou Michael Vick como o quarterback titular da temporada de 2013.
A temporada de 2013 provou ser mais bem sucedida para os Eagles. Uma lesão no tendão tirou Michael Vick da temporada, mas seu substituto, Nick Foles, levou o time a um recorde de 10-6 na temporada regular, e seu sétimo título da NFC East em 13 temporadas. Foles terminou a temporada regular com 27 passes para touchdown e apenas 2 interceptações, dando a ele a melhor relação TD-INT na história da NFL. (Esse recorde foi mais tarde quebrado por Tom Brady, na temporada de 2016). Ele também terminou com um rating de 119,0, terceiro maior na história da liga, atrás apenas de Aaron Rodgers em 2011 e Peyton Manning em 2004. Como um todo, o ataque dos Eagles marcou 51 touchdowns, maior marca da história da franquia.
Na temporada de 2014, Nick Foles acabou se tornando o titular definitivo da equipe e levou os Eagles a um recorde de 6-2, antes de quebrar sua clavícula, resultando em seu trabalho sendo tomado por Mark Sanchez. Os Eagles terminaram a temporada com um recorde de 10-6 mas não foram para os playoffs.
Após a temporada de 2014, Chip Kelly recebeu total controle e fez alguns movimentos controversos. Ele trocou LeSean McCoy pelo linebacker Kiko Alonso, um jogador que ele treinou em Oregon, ele também dispensou o veterano e titular de dez anos, Trent Cole, que ainda era uma ameaça consistente na defesa. Ele também fez uma negociação onde o altamente bem sucedido Nick Foles foi negociado por Sam Bradford, que havia perdido toda a temporada de 2014 por causa de uma lesão. No entanto, os Eagles também adquiriram o líder da liga, DeMarco Murray, que não apenas ajudou os Eagles, mas também prejudicou seus rivais, o Dallas Cowboys. Eles também obtiveram o campeão do Super Bowl, Byron Maxwell, que deixou os Seahawks para assinar um contrato no valor de US $ 63 milhões por seis anos.
Em 29 de dezembro de 2015, com um jogo a ser disputado na temporada, o treinador Chip Kelly foi demitido pelos Eagles depois de um recorde de 6-9. O coordenador ofensivo Pat Shurmur foi nomeado treinador interino para o jogo final contra o New York Giants, que Shurmur ganhou por 35-30.

### Era Doug Pederson (2016–2020)

#### 2016

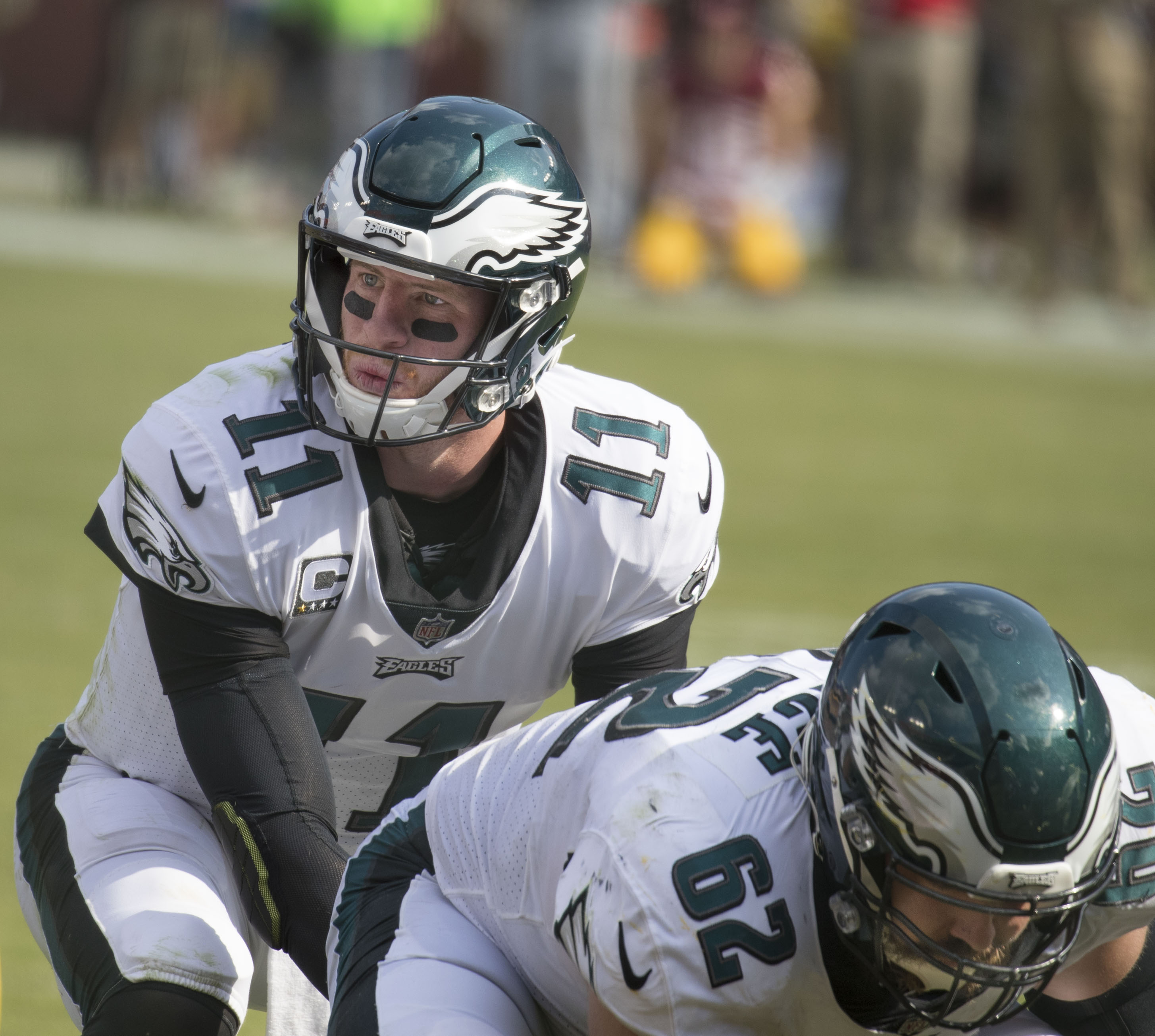
Carson Wentz e Jason Kelce em 2017.

Os Eagles contrataram o ex-coordenador ofensivo dos Chiefs, Doug Pederson, como seu próximo treinador em 18 de janeiro de 2016. O dono dos Eagles, Jeffrey Lurie, disse em um comunicado:
"Doug é um pensador estratégico, um líder e comunicador convincente, e alguém que realmente sabe como tirar o melhor proveito de seus jogadores. Todos esses fatores foram o que inicialmente nos atraiu a Doug e acreditamos que ele é o homem certo para ajudar nos alcançar nosso objetivo final".
Pederson esteve com os Chiefs nos três anos anteriores depois de passar as quatro temporadas anteriores àquelas com os Eagles. Atuou como assistente de controle de qualidade dos Eagles em 2009 e 2010, antes de ser promovido a treinador de quarterbacks para as temporadas de 2011 e 2012. Foi elogiado por seu trabalho com o quarterback dos Chiefs, Alex Smith, nas últimas temporadas, particularmente em 2015, quando os Chiefs foram um dos dez melhores ataques.
No final da temporada de 2015, os Eagles tiveram a 13ª escolha no Draft. Eles negociaram Byron Maxwell, Kiko Alonso e sua escolha para o Miami Dolphins pela 8ª escolha. Mais tarde, eles trocaram a 8ª escolha, sua escolha na terceira rodada, sua escolha na quarta rodada, uma escolha na primeira rodada de 2017 e uma escolha na segunda rodada de 2018 para o Cleveland Browns pela 2ª escolha e uma escolha de quarta rodada de 2017. Eles usaram a escolha número 2 para selecionar o quarterback Carson Wentz.
Em 3 de setembro de 2016, os Eagles trocaram o quarterback Sam Bradford para o Minnesota Vikings e Wentz como o quarterback titular para a semana 1 da temporada de 2016.
O treinador Pederson levou os Eagles a um início de temporada de 3-0. Seu quarterback novato começou com 5 touchdowns, sem interceptações e mais de 255 jardas por jogo. Eles perderam quatro dos próximos cinco jogos, incluindo uma derrota para cada equipe em sua divisão.
Pederson e os Eagles venceram apenas três de seus últimos sete jogos. Embora Wentz tenha começado bem a temporada, sua relação TD-INT foi de 8-7. O treinador novato levou os Eagles a um recorde de 7-9, ficando em último na sua divisão.

#### 2017: primeiro título do Super Bowl

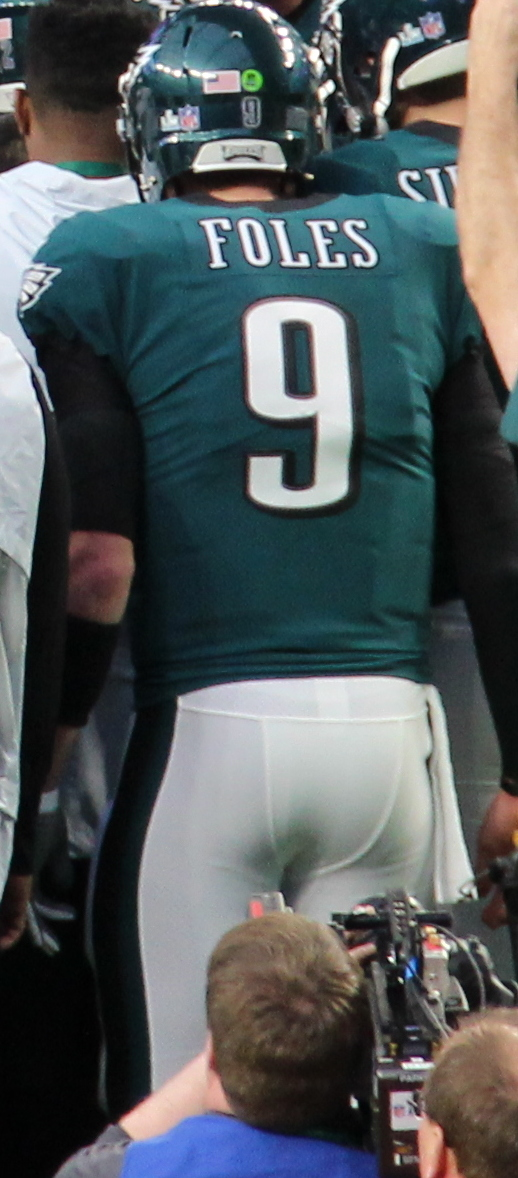
Foles antes de entrar em campo no Super Bowl LII.

Durante a offseason seguinte, a equipe fez várias aquisições no lado ofensivo da bola. Os Eagles negociaram ou dispensaram jogadores notáveis da era Chip Kelly como Ryan Mathews, Matt Tobin, Allen Barbre, Jordan Matthews e Marcus Smith II. Eles contrataram jogadores mais notáveis para melhorar seu vasto corpo de recebedores: Alshon Jeffery, Torrey Smith e o duas vezes campeão do Super Bowl, LeGarrette Blount. Eles também adicionaram veteranos na defesa, como Patrick Robinson, Chris Long, Corey Graham, Tim Jernigan e Ronald Darby. A equipe melhorou sua defesa principalmente no draft, usando suas três primeiras escolhas em jogadores defensivos.
Na semana 14, em um jogo contra o Los Angeles Rams, Carson Wentz deixou o jogo no terceiro quarto com uma lesão no joelho e o reserva Nick Foles assumiu como quarterback titular.
Os Eagles terminaram a temporada com um recorde de 13-3 e o título da NFC East.
Nos playoffs, Foles liderou os Eagles em uma vitória sobre o Atlanta Falcons na Rodada Divisional por 15-10. No NFC Championship, os Eagles aniquilaram o Minnesota Vikings por 38-7, dando o apelido de "Minneapolis Massacre". Foles teve seu melhor jogo desde a semana 15 e jogou para 352 jardas e três touchdowns. Os Eagles viajaram para Minneapolis para competir no Super Bowl LII, sua terceira tentativa de conquistar o título, contra Tom Brady e o New England Patriots em uma revanche do Super Bowl XXXIX.
Com Foles no comando, os Eagles começaram o jogo forte, liderando por 22-12 no intervalo. A última pontuação do jogo foi um field goal de 46 jardas de Jake Elliott para fazer o placar final de 41-33. A franquia venceu seu primeiro Super Bowl e seu primeiro campeonato desde 1960. Foles ganhou o prêmio de MVP do Super Bowl fazendo 28 passes para 373 jardas, três touchdowns e uma interceptação. Foles se tornou o primeiro quarterback substituto a começar e ganhar um Super Bowl desde que seu oponente Tom Brady ganhou como reserva de Drew Bledsoe em 2002, no Super Bowl XXXVI.

#### A era Nick Sirianni (2021–presente)

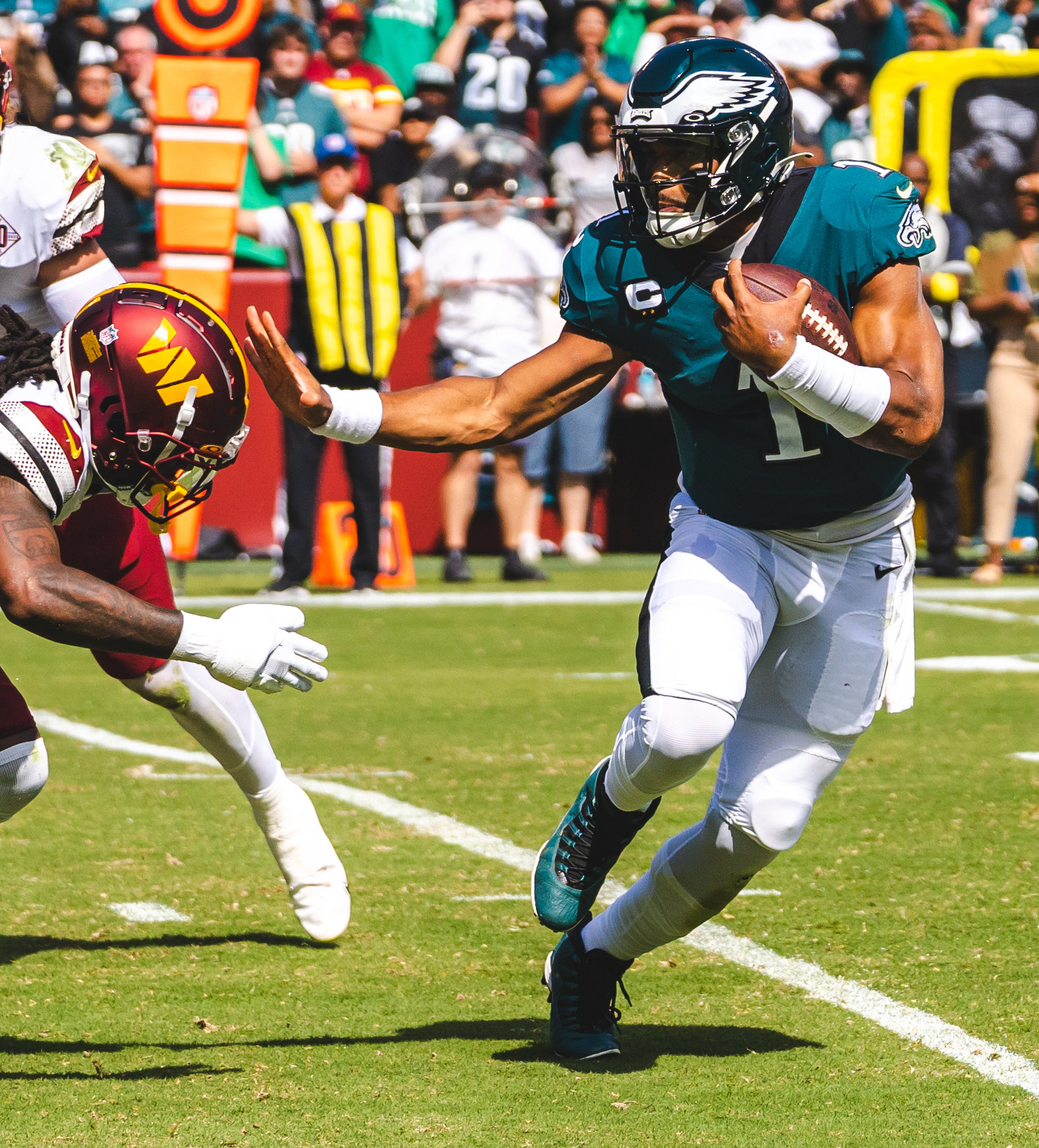
Jalen Hurts em 2022.

Em 2021, os Eagles contrataram o coordenador ofensivo do Indianapolis Colts, Nick Sirianni, como seu novo treinador principal. Durante a intertemporada, os Eagles trocaram o seu quarterback Carson Wentz para os Colts por uma escolha de terceira rodada no draft de 2021 e uma escolha condicional em 2022 na segunda rodada. Mesmo assim, os Eagles acabaram absorvendo cerca de US$ 33,8 milhões de dólares do contrato de Wentz.
No draft de 2021, os Eagles selecionaram o vencedor do Heisman Trophy, o recebedor DeVonta Smith, como a décima escolha geral. Smith era um grande prospecto vindo da Universidade do Alabama e foi o primeiro vencedor do Heisman a ser draftado pelos Eagles em mais de cinquenta anos. A escolha de Smith o levou a se reunir com Jalen Hurts (draftado na segunda rodada em 2020), seu primeiro quarterback em Alabama.

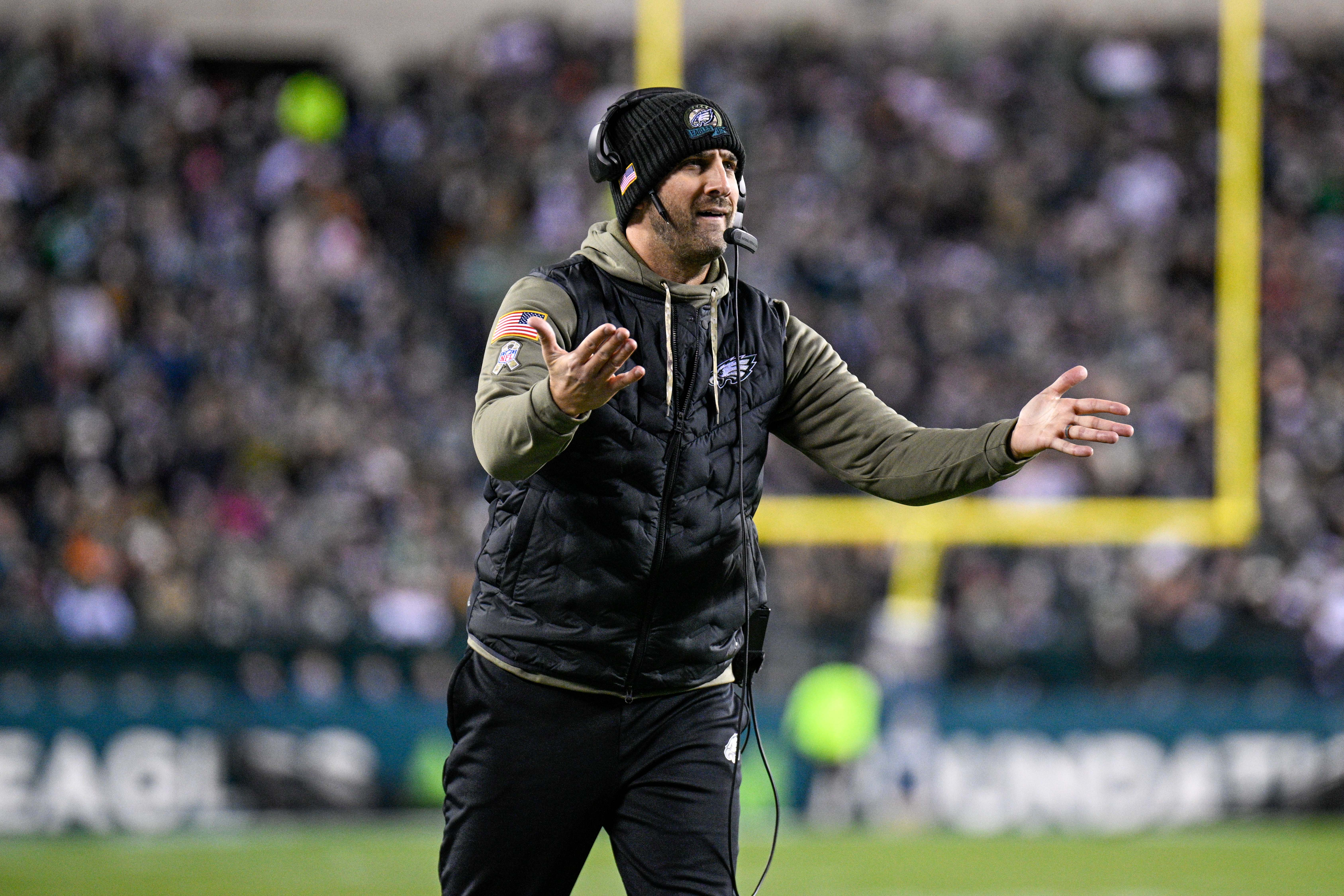
Sirianni em 2022 contra os Commanders

Com Jalen Hurts sendo anunciado como QB titular para a temporada de 2021, os Eagles iniciaram a temporada duas vitórias e cinco em seus primeiros sete jogos, mas acabaram a temporada com nove vitórias e oito derrotas. Eles acabaram sendo eliminados na repescagem dos playoffs contra o Tampa Bay Buccaneers por 31 a 15.
Na temporada de 2022, os Eagles venceram seus primeiros 8 jogos, sendo o melhor início de temporada da história da franquia, com isso o time terminando a temporada regular com a melhor campanha da conferência, com quatorze vitórias e três derrotas. Na pós-temporada os Eagles derrotaram os rivais de divisão Giants por 38-7 na rodada de divisão Na final de conferência, venceram o San Francisco 49ers por 31 a 7, se classificando para o para o Super Bowl LVII, sendo esta a quarta aparição da franquia na final da liga. Os Eagles acabaram perdendo a partida por 38 a 35.
Após a derrota de virada sofrida no Super Bowl LVII, os Eagles começaram a Temporada 2023 como favoritos na Conferência Nacional. Correspondo as expectativas os Eagles chegaram a semana 12 com onze vitórias e uma derrota, liderando a divisão até aquele momento. Entretando a partir da semana 13 o rendimento dos Eagles caíram e conquistaram apenas uma vitória dos últimos 6 jogos da Temporada Regular. Ainda assim, os Eagles garantiram uma vaga na repescagem dos Playoffs, quando perderam para o Tampa Bay Buccaneers por um placar de 32 a 9. Na intertemporada de 2024, Jason Kelce e Fletcher Cox, dois lendários jogadores dos Eagles, se aposentaram.
No dia 5 de fevereiro de 2024 foi anunciado que o Philadelphia Eagles seria mandante do primeiro jogo da NFL realizado em São Paulo, marco histórico para a Liga e do esporte no Brasil. O jogo foi realizado no dia 6 de setembro na Neo Química Arena, contra o Green Bay Packers, sendo a partida foi vencida pelos Eagles. Nesse mesmo ano, os Eagles venceram o bicampeonato, conquistando o Super Bowl LIX numa revanche contra os Chiefs.

## Rivalidades

### New York Giants
Uma das mais antigas da NFL, essa rivalidade começou em 15 de outubro de 1933, quando os Giants derrotaram os recém-fundados Eagles por 56-0.

### Dallas Cowboys
Os Cowboys têm sido um dos maiores rivais dos Eagles. Os Eagles venceram o primeiro jogo nesta disputa por 27-25 em 30 de setembro de 1960.
Há muita hostilidade entre as bases de fãs das duas equipes, com incidentes como o Bounty Bowl de 1989. A rivalidade chegou ao Draft com a lenda dos Cowboys, Drew Pearson, e a lenda dos Eagles, David Akers, trocando insultos na franquia adversária em 2017 e 2018, respectivamente.

### Washington Football Team
Não tão grande quanto as rivalidades entre os Giants e os Cowboys, a rivalidade com o Washington Football Team ainda é feroz. Tudo começou em 1934, quando o Washington Redskins foram conhecidos pela primeira vez como Boston Redskins; os Redskins derrotaram os Eagles por 6-0.

### Pittsburgh Steelers
Os Eagles e o Pittsburgh Steelers estão ambos localizados na Pensilvânia e começaram a jogar em 1933. A partir dessa temporada, até 1966, esta foi uma grande rivalidade para ambas as equipes, já que ambas faziam parte da mesma divisão. Em 1967, eles foram colocados em divisões separadas, mas permaneceram na mesma conferência por três anos. Em 1970, os Steelers (juntamente com o Cleveland Browns e Baltimore Colts) mudaram-se para a American Football Conference enquanto os Eagles ficaram com o resto das antigas equipes da NFL na National Football Conference. Como resultado, os Eagles e Steelers se encontram a cada quatro anos na temporada regular, sendo a reunião mais recente em 2020 no Heinz Field, com os Steelers vencendo por 38-29.

## Logo e uniformes
Por várias décadas, as cores dos Eagles eram verde-escuras, prateadas e brancas. Em 1954, os Eagles, junto com o Baltimore Colts, tornaram-se a segunda equipe da NFL a colocar um logo em seus capacetes, com asas prateadas em um capacete verde-azulado. Em 1969, a equipe usava duas versões de capacete: verde com asas brancas em jogos fora de casa e branco com asas verdes em casa. De 1970 a 1973, eles usavam capacetes brancos com asas verdes, antes de voltarem para os capacetes verdes com asas prateadas. Em 1974, Joseph A. Scirrotto Jr. projetou as asas de prata em um contorno branco, e esse estilo de capacete verde tornou-se padrão por mais de duas décadas.
De 1948 a 1995, o logotipo da equipe era uma águia em voo carregando uma bola de futebol americano em suas garras. Como o design era similar ao emblema da Apollo 11 e sua embarcação de pouso na lua foi apelidada de Eagle, os jogadores usaram o emblema da missão de voo em suas camisas em 1969.
Em 1973, o nome da equipe foi adicionado abaixo da águia.
No entanto, tanto o logotipo quanto os uniformes foram radicalmente alterados em 1996. A cor verde primária foi alterada para um tom mais escuro, oficialmente descrito como "verde da meia-noite". A prata estava praticamente abandonada, enquanto as calças de uniforme se moviam para o branco ou o verde da meia-noite. As tradicionais asas de capacete foram alteradas para uma cor predominantemente branca, com detalhes em prata e preto. A combinação do logotipo da equipe (o nome da águia e o nome do clube) também mudou em 1996, com a própria águia limitada a uma cabeça branca (careca), desenhada num estilo menos realista, mais baseado em desenho animado e as letras mudando de caligráficas para letras maiúsculas.

## Campo de treinamento
Os Eagles já realizaram seu treinamento de pré-temporada do final de julho até meados de agosto de cada ano na Lehigh University em Bethlehem, Pensilvânia. Com a adição do treinador Chip Kelly, os Eagles em 2013, mudaram seu campo de treinamento para o Complexo NovaCare, na Filadélfia.

## Canção oficial
A música oficial é ouvida durante os jogos em casa dos Eagles após os touchdowns e antes do time ser apresentado antes do pontapé inicial.

## Fãs

### Devoção

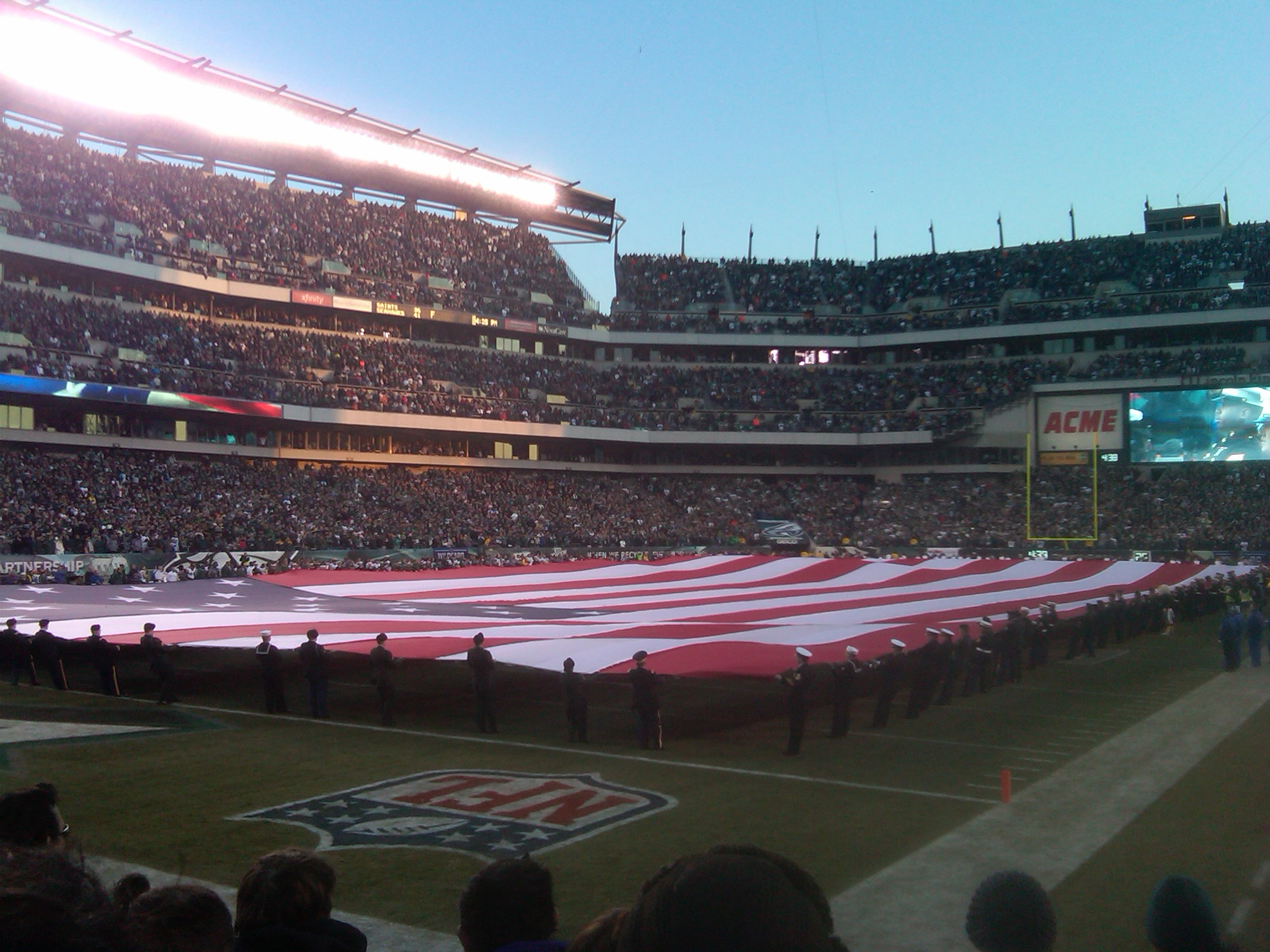
Casa cheia em "The Linc" para um jogo de playoff em janeiro de 2011

Embora o método possa variar, os estudos que tentam classificar as 32 bases de fãs na NFL consistentemente colocam os torcedores do Eagles entre os melhores da liga, notando seu "fervor inigualável". Os fãs dos Eagles têm numerosas comunidades dedicadas, classificando os Eagles logo atrás dos Phillies como a presença dominante dos esportes na Filadélfia na web.

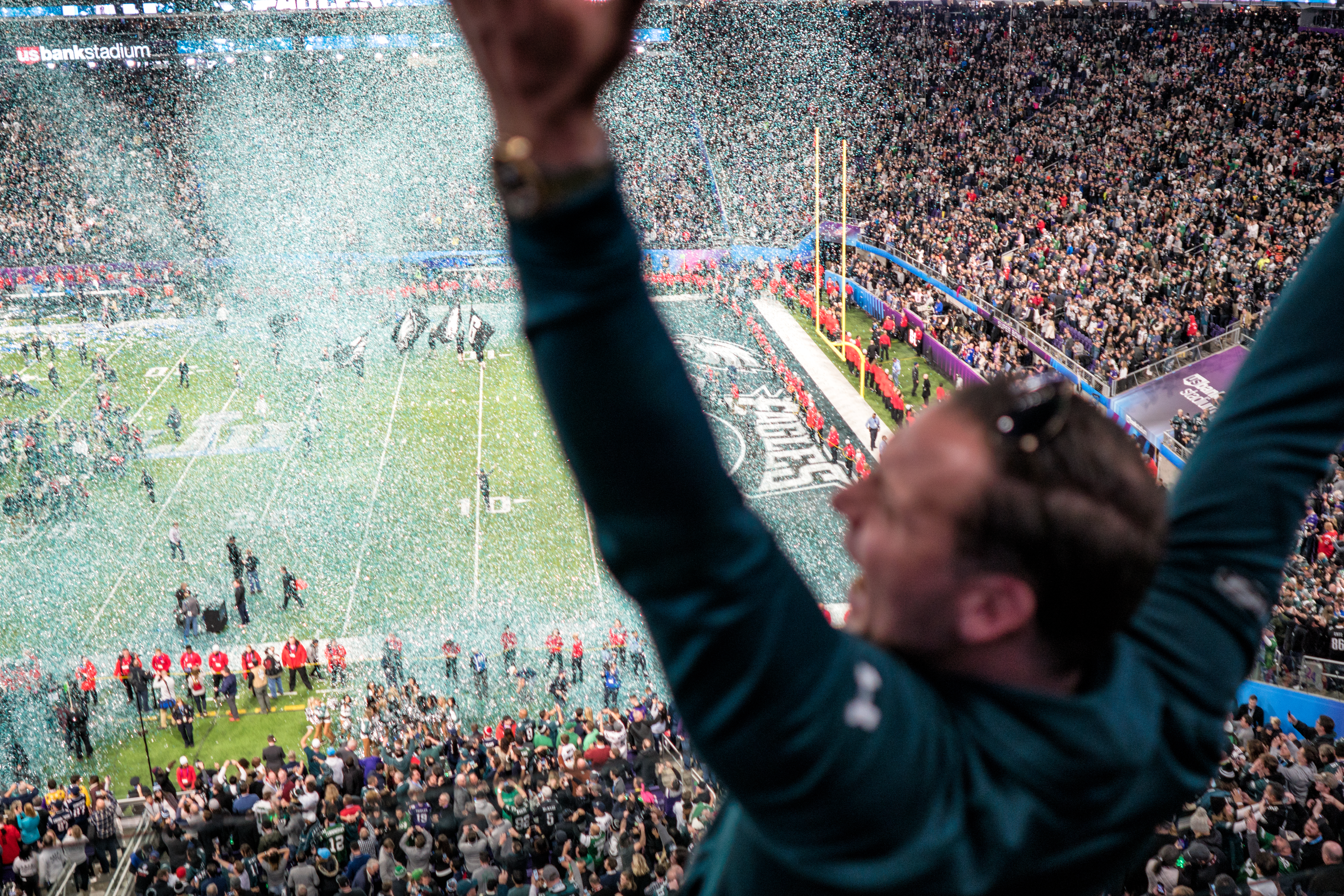
Um fã dos Eagles, presente no US Bank Stadium, comemora após a vitória do time no Super Bowl LII.

A American City Business Journals, que realiza um estudo regular para determinar os fãs mais leais da NFL, avalia os fãs com base principalmente em fatores relacionados à participação e classificou os fãs de Eagles em terceiro lugar em 1999 e 2006. O estudo de 2006 chamou os fãs de "incrivelmente leal", observando que eles preencheram 99,8% dos assentos no estádio durante a década anterior. A Forbes colocou os fãs dos Eagles em primeiro lugar em sua pesquisa de 2008, que foi baseada na correlação entre o desempenho da equipe e a freqüência dos fãs. A ESPN.com colocou os torcedores dos Eagles em quarto lugar na liga em sua pesquisa de 2008, citando a conexão entre o desempenho da equipe e o humor da cidade.
Em agosto de 2008, a equipe havia vendido todos os ingressos em 71 jogos consecutivos e 70.000 pessoas estavam na lista de espera da equipe por ingressos para a temporada. Apesar de terminar com um recorde de 6-10 na temporada de 2005, os Eagles ficaram em segundo lugar na NFL em vendas de mercadorias e ingressos para um único jogo da próxima temporada foram vendidos minutos depois que as linhas de telefone e Internet foram abertas.
Os fãs de Eagles também são conhecidos por cantar o famoso "E-A-G-L-E-S-Eagles!" nos jogos dos Flyers, Phillies e 76ers, quando o time está sendo derrotado no final de um jogo e uma derrota é inevitável, significando seu descontentamento com o desempenho da equipe em questão e que eles estão colocando sua esperança nos Eagles.

### Mau comportamento

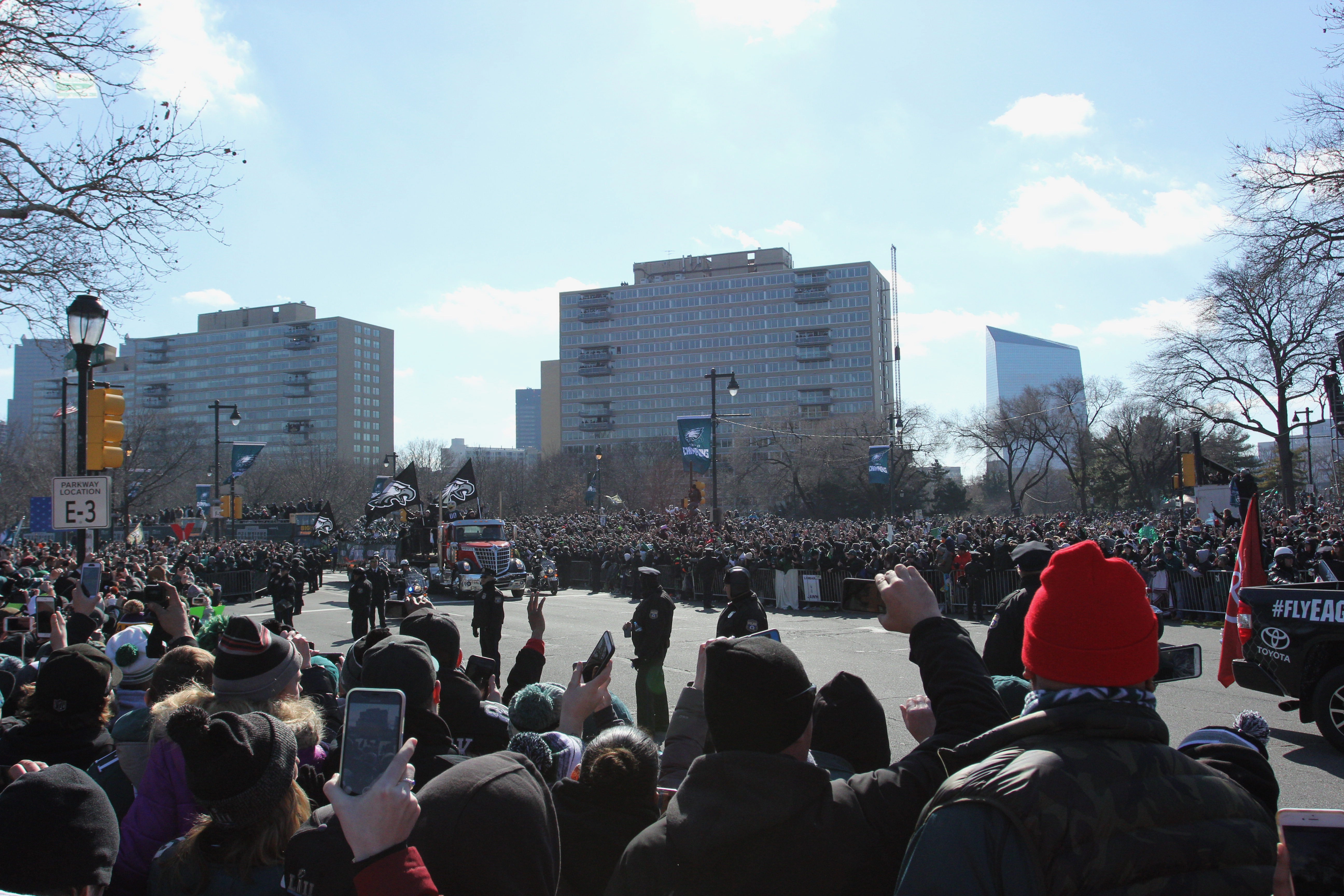
Fãs dos Eagles comemorando ao longo do Benjamin Franklin Parkway no desfile de vitória do Super Bowl

Junto com sua devoção feroz, os fãs dos Eagles têm uma reputação de mau comportamento e violência relacionada a esportes, especialmente quando o time joga com seus rivais. Jereé Longman descreveu os fãs como tendo uma reputação de "insultos hostis, brigas, micção pública e estranheza geral".
Tantos incidentes ocorreram em um jogo de 1997 contra o 49ers que no jogo seguinte em casa, o juiz Seamus McCaffery começou a presidir um tribunal temporário no estádio; 20 suspeitos foram presos naquele dia. O comportamento dos torcedores melhorou após a mudança da equipe para o Lincoln Financial Field e o "Eagles Court" terminou em dezembro de 2003.

## Líderes de torcida

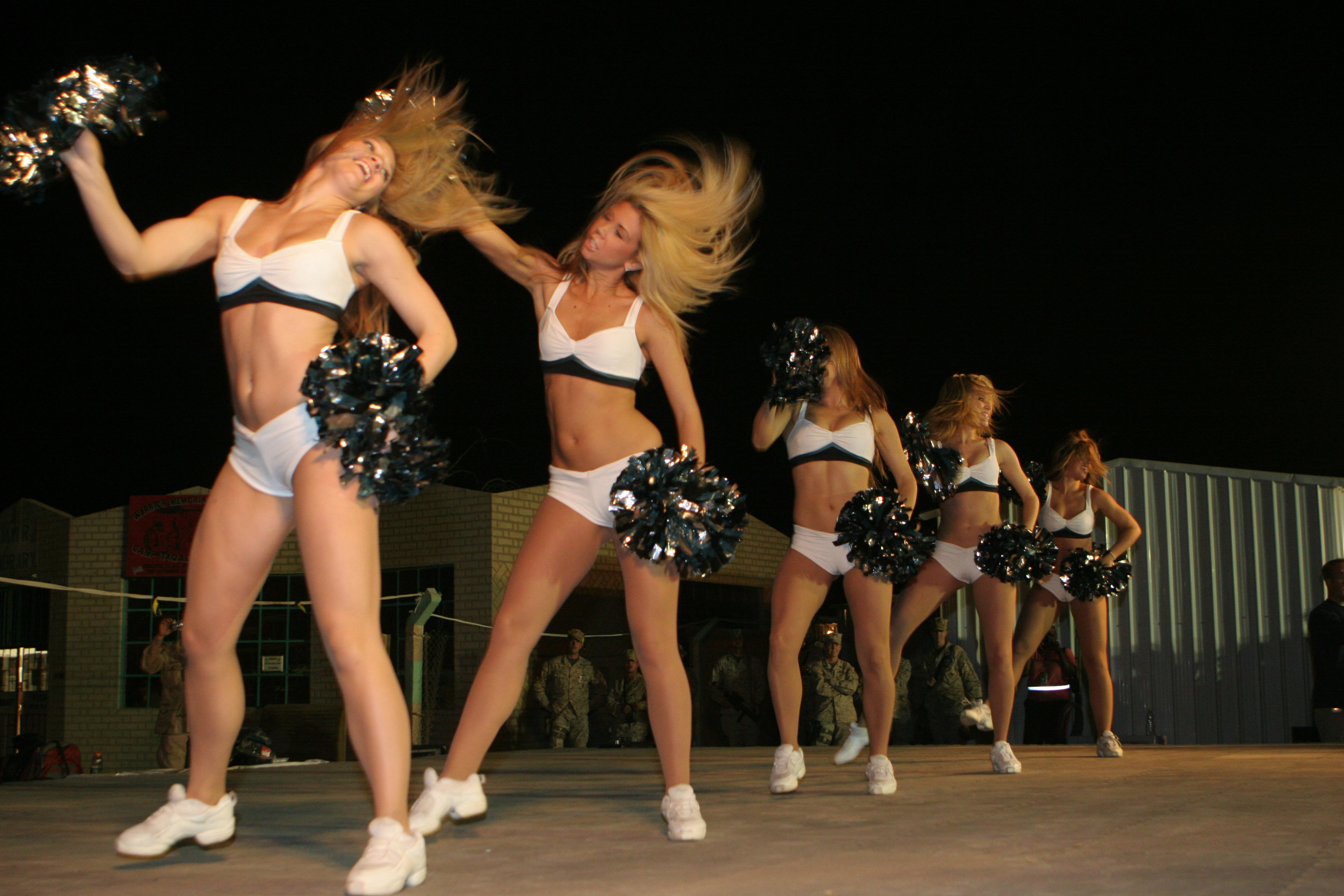
As Cheerleaders dos Eagles fazendo uma coreografia em 2008

A equipe também tem seu próprio time de líderes de torcida, que executa uma variedade de movimentos de dança para os fãs e os jogadores na linha lateral. O elenco também lança um calendário de maiôs a cada ano e é o primeiro esquadrão da liga a lançar o calendário nos sistemas móveis Android e iOS.

## Recordes

### Recordes em uma temporadas
Passando
- Jardas passadas: 4,039 – Carson Wentz (2019)
- Passes para touchdowns: 33 – Carson Wentz (2017)
- Passes completados: 388 – Carson Wentz (2019)
- Passes tentados: 607 – Carson Wentz (2016 e 2019)
- Passe mais longo completo: 99 jardas – Ron Jaworski (1985)

Correndo
- Jardas terrestres: 2,005 – Saquon Barkley (2024)
- Corridas: 353 – Ricky Watters (1996)
- Touchdowns terrestres: 17 – LeSean McCoy (2011)
- Mais longa corrida: 91 jardas – Herschel Walker (1994)
- Jardas terrestres por jogo: 125.3 jardas – Saquon Barkley (2024)

Recebendo
- Recepções: 106 – A.J. Brown (2023)
- Jardas recebidas: 1,496 – A.J. Brown (2022)
- Touchdowns recebidos: 14 – Terrell Owens (2004)

Retornos
- Mais retornos de Punt: 54 – Wally Henry (1981)
- Mais longo punt retornado: 98 jardas – Damaris Johnson (2012)
- Mais longo kickoff retornado: 107 jardas – Josh Huff (2014)

Chutes
- Field goals: 35 – Caleb Sturgis (2016)
- Extra Points convertidos: 54 – Cody Parkey (2014)
- Punts: 108 – John Teltschik (1986)
- Jardas no Punt: 4,524 – Sean Landeta (1999)

### Recordes na carreira
- Jardas passadas: 32,873 - Donovan McNabb (1999–2009)
- Passes para touchdowns: 216 - Donovan McNabb (1999–2009)
- Jardas terrestres: 6,792 - LeSean McCoy (2009–2014)
- Touchdowns terrestres: 69 - Steve Van Buren (1944–1951)
- Recepções: 589 - Harold Carmichael (1971–1983)
- Jardas recebidas: 8,978 - Harold Carmichael (1971–1983)
- Passes interceptados: 34 - Eric Allen (1988–1994), Bill Bradley (1969–1976) e Brian Dawkins (1996–2008)
- Field goals: 294 - David Akers (1999–2010)
- Pontos: 1,323 - David Akers (1999–2010)
- Total touchdowns: 78 - Frank Gifford (1952–1964)
- Média de retorno de punt: 44,0 - Len Barnum (1941–1942)
- Média de retorno de Kickoff: 39,0 - Willie Clark (1997)
- Sacks: 124.0 - Reggie White (1985–1992)
- Tackles: 910 - Andre Waters (1984–1993)
- Vitórias (treinador): 130 - Andy Reid (1999-2012)

## Jogadores

### Elenco Atual
Predefinição:Elenco do Philadelphia Eagles

### Números Aposentados
| No. | Jogador         | Posições   | Temporadas |
| --- | --------------- | ---------- | ---------- |
| 5   | Donovan McNabb  | QB         | 1999–2009  |
| 15  | Steve Van Buren | HB         | 1944–1951  |
| 20  | Brian Dawkins   | S          | 1996–2008  |
| 40  | Tom Brookshier  | CB         | 1953–1961  |
| 44  | Pete Retzlaff   | RB, WR, TE | 1956–1966  |
| 60  | Chuck Bednarik  | LB, C      | 1949–1962  |
| 70  | Al Wistert      | OT         | 1943–1951  |
| 92  | Reggie White(*) | DE         | 1985–1992  |
| 99  | Jerome Brown(*) | DT         | 1987–1991  |

Notas:
- (*) Honras póstumas.
- Apesar de não ter se aposentado, ninguém usou o número 12 de Randall Cunningham desde que ele deixou os Eagles em 1995, o número 25 de LeSean McCoy desde que ele deixou o time em 2015, o número 46 de Jon Dorenbos desde que ele deixou o time em 2017 e o número 87 de Brent Celek desde que ele deixou a equipe em 2018.

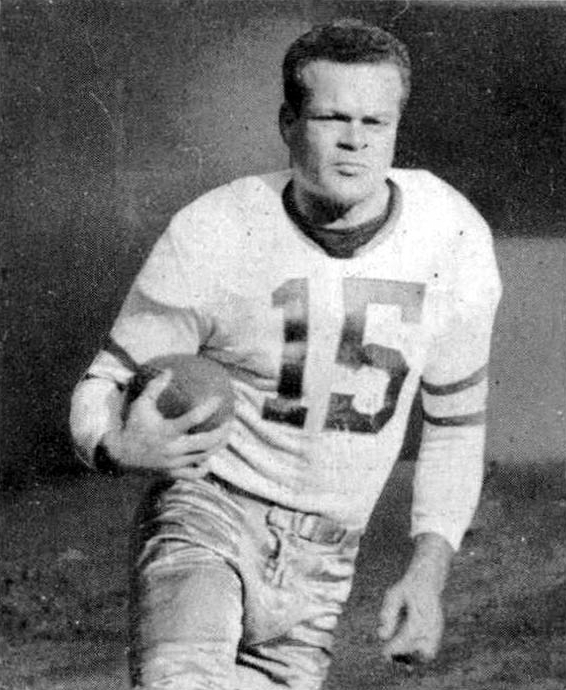
A Lenda, Steve Van Buren

### Hall of Fame
| Jogadores                | Jogadores            | Jogadores           | Jogadores           | Jogadores           | Jogadores  | Jogadores               | Jogadores  | Jogadores  | Jogadores  |
| No.                      | Nome                 | Posições            | Temporadas          | Introdução          | No.        | Nome                    | Posições   | Temporadas | Introdução |
| ------------------------ | -------------------- | ------------------- | ------------------- | ------------------- | ---------- | ----------------------- | ---------- | ---------- | ---------- |
| 60                       | Chuck Bednarik       | C–LB                | 1949–1962           | 1967                | 33         | Ollie Matson            | RB         | 1964–1966  | 1972       |
| 76                       | Bob Brown            | OT                  | 1964–1968           | 2004                | 25         | Tommy McDonald          | WR         | 1957–1963  | 1998       |
| 80                       | Cris Carter          | WR                  | 1987–1989           | 2013                | 85         | James Arthur "Art" Monk | WR         | 1995       | 2008       |
| 95                       | Richard Dent         | DE                  | 1997                | 2011                | 35         | Pete Pihos              | TE–DE      | 1947–1955  | 1970       |
| 89                       | Mike Ditka           | TE                  | 1967–1968           | 1988                | 54         | Jim Ringo               | C          | 1964–1967  | 1981       |
| 86                       | Bud Grant            | WR–DE               | 1951–1952           | 1994                | 11         | Norm Van Brocklin       | QB         | 1958–1960  | 1971       |
| 56                       | Bill Hewitt          | FB                  | 1937–1939, 1943     | 1971                | 15         | Steve Van Buren         | HB         | 1944–1951  | 1965       |
| 87                       | Claude Humphrey      | DE                  | 1979–1981           | 2014                | 92         | Reggie White            | DE         | 1985–1992  | 2006       |
| 9                        | Sonny Jurgensen      | QB                  | 1957–1963           | 1983                | 53         | Alex Wojciechowicz      | C–DT       | 1946–1950  | 1968       |
| 80                       | James Lofton         | WR                  | 1993                | 2003                | 20         | Brian Dawkins           | S          | 1996-2008  | 2018       |
| Treinadores e Executivos |                      |                     |                     |                     |            |                         |            |            |            |
| Nome                     | Nome                 | Posições            | Posições            | Posições            | Temporadas | Temporadas              | Temporadas | Introdução | Introdução |
| Bert Bell                | Bert Bell            | Dono/Fundador       | Dono/Fundador       | Dono/Fundador       | 1933–1940  | 1933–1940               | 1933–1940  | 1963       | 1963       |
| Wayne Millner            | Wayne Millner        | Treinador auxiliar  | Treinador auxiliar  | Treinador auxiliar  | 1951       | 1951                    | 1951       | 1968       | 1968       |
| Earle "Greasy" Neale     | Earle "Greasy" Neale | Treinador Principal | Treinador Principal | Treinador Principal | 1941–1950  | 1941–1950               | 1941–1950  | 1969       | 1969       |
| Mike McCormack           | Mike McCormack       | Treinador Principal | Treinador Principal | Treinador Principal | 1973–1975  | 1973–1975               | 1973–1975  | 1984       | 1984       |

### Eagles Hall of Fame
Em 1987, o Eagles Honor Roll foi estabelecido. Todos os jogadores dos Eagles que haviam sido eleitos para o Hall da Fama do Pro Football estavam entre as classes inaugurais. Em 2012, o Honor Roll foi renomeado como Eagles Hall of Fame. Os jogadores são considerados para a indução de três anos após a sua aposentadoria da NFL e houve 41 introduções no Hall of Fame dos Eagles a partir de 2015.
| Ano  | No.                         | Nome                 | Posições              | Temporadas                 |
| ---- | --------------------------- | -------------------- | --------------------- | -------------------------- |
| 1987 | 60                          | Chuck Bednarik       | C–LB                  | 1949–1962                  |
| 1987 | —                           | Bert Bell            | Fundador-Dono         | 1933–1940                  |
| 1987 | 17                          | Harold Carmichael    | WR                    | 1971–1983                  |
| 1987 | 56                          | Bill Hewitt          | TE–DE                 | 1936–1939, 1943            |
| 1987 | 9                           | Sonny Jurgensen      | QB                    | 1957–1963                  |
| 1987 | 33                          | Ollie Matson         | RB                    | 1964–1966                  |
| 1987 | 31                          | Wilbert Montgomery   | RB                    | 1977–1984                  |
| 1987 | —                           | Earle "Greasy" Neale | Treinador             | 1941–1950                  |
| 1987 | 35                          | Pete Pihos           | TE–DE                 | 1947–1955                  |
| 1987 | 54                          | Jim Ringo            | C                     | 1964–1967                  |
| 1987 | 11                          | Norm Van Brocklin    | QB                    | 1958–1960                  |
| 1987 | 15                          | Steve Van Buren      | HB                    | 1944–1951                  |
| 1987 | 53                          | Alex Wojciechowicz   | C–DT                  | 1946–1950                  |
| 1988 | 66                          | Bill Bergey          | LB                    | 1974–1980                  |
| 1988 | 25                          | Tommy McDonald       | WR                    | 1957–1963                  |
| 1989 | 40                          | Tom Brookshier       | CB                    | 1954–1961                  |
| 1989 | 44                          | Pete Retzlaff        | TE                    | 1956–1966                  |
| 1990 | 22                          | Timmy Brown          | RB                    | 1960–1967                  |
| 1991 | 76                          | Jerry Sisemore       | OT                    | 1973–1987                  |
| 1991 | 75                          | Stan Walters         | OT                    | 1975–1983                  |
| 1992 | 7                           | Ron Jaworski         | QB                    | 1977–1986                  |
| 1993 | 28                          | Bill Bradley         | S–P                   | 1969–1976                  |
| 1994 | —                           | Dick Vermeil         | Treinador Principal   | 1976–1982                  |
| 1995 | —                           | Jim Gallagher        | Executivo             | 1949–1995                  |
| 1995 | 82                          | Mike Quick           | WR                    | 1982–1990                  |
| 1996 | 99                          | Jerome Brown         | DT                    | 1987–1991                  |
| 1999 | —                           | Otho Davis           | Head Trainer          | 1973–1995                  |
| 1999 | Time campeão da NFL em 1948 |                      |                       |                            |
| 1999 | Time campeão da NFL em 1949 |                      |                       |                            |
| 2004 | 76                          | Bob Brown            | OT                    | 1964–1968                  |
| 2005 | 92                          | Reggie White         | DE                    | 1985–1992                  |
| 2009 | 70                          | Al Wistert           | OT                    | 1943–1951                  |
| 2009 | 12                          | Randall Cunningham   | QB–P                  | 1985–1995                  |
| 2011 | 21                          | Eric Allen           | CB                    | 1988–1994                  |
| 2011 | —                           | Jim Johnson          | Coordenador Defensivo | 1999–2008                  |
| 2012 | —                           | Leo Carlin           | Gerente de ingressos  | 1960–2015                  |
| 2012 | 20                          | Brian Dawkins        | S                     | 1996–2008                  |
| 2012 | 23                          | Troy Vincent         | CB                    | 1996–2003                  |
| 2013 | 5                           | Donovan McNabb       | QB                    | 1999–2009                  |
| 2015 | 36                          | Brian Westbrook      | RB                    | 2002–2009                  |
| 2015 | 55                          | Maxie Baughan        | LB                    | 1960–1965                  |
| 2016 | 54                          | Jeremiah Trotter     | LB                    | 1998–2001, 2004–2006, 2009 |
| 2016 | -                           | Merrill Reese        | Narrador              | 1977–Presente              |
| 2017 | 2                           | David Akers          | K                     | 1999- 2010                 |

## Radio e televisão

### Afiliadas de rádio dos Eagles
| Cidade                     | Sinal   | Freqüência |
| -------------------------- | ------- | ---------- |
| Atlantic City, New Jersey  | WPGG    | 1450 AM    |
| Easton, Pennsylvania       | WCTO    | 96.1 FM    |
| Levittown, Pennsylvania    | WBCB    | 1490 AM    |
| Milford, Delaware          | WAFL    | 97.7 FM    |
| Millville, New Jersey      | WENJ    | 97.3 FM    |
| Philadelphia               | WTEL    | 610 AM     |
| Philadelphia               | WIP-FM  | 94.1 FM    |
| Pottsville, Pennsylvania   | WPPA    | 1360 AM    |
| Reading, Pennsylvania      | WEEU    | 830 AM     |
| Scranton, Pennsylvania     | WEJL    | 630 AM     |
| Sunbury, Pennsylvania      | WEGH    | 107.3 FM   |
| Williamsport, Pennsylvania | WBZD-FM | 93.3 FM    |
| Wilmington, Delaware       | WDEL    | 1150 AM    |
| York, Pennsylvania         | WSOX    | 96.1 FM    |

De 2008 a 2010, os jogos dos Eagles foram transmitidos na Sports Radio 610 WIP, propriedade da CBS Radio. Os Eagles estenderam seu contrato de transmissão com o WIP-FM até 2024. Merrill Reese, que se juntou aos Eagles em 1976, é o narrador e o ex-jogador, Mike Quick, é o comentarista.

## Mídia e referência cultural
No livro "MASH: A Novel About Three Army Doctors", o personagem Capitão Oliver Wendell "Spearchucker" Jones jogou no Philadelphia Eagles, embora no filme isso tenha mudado para São Francisco.
O sorteio de 1976 foi o tema do filme Invincible. O filme é estrelado por Mark Wahlberg como Vince Papale, um bartender de 30 anos e professor de meio período, e também um fanático torcedor dos Eagles que se tornou um jogador o time. O filme difere um pouco dos eventos verdadeiros, já que o processo de seleção foi apenas para convidados e Papale teve pelo menos alguma experiência. O filme Silver Linings Playbook destaca a temporada de 2008 do Philadelphia Eagles. O filme foi aclamado pela crítica e indicado para vários prêmios, incluindo 8 Academy Awards.
No filme vencedor do Oscar de 1978, O Franco-Atirador, os Eagles são referenciados quando Nick fala com Stan no bar, dizendo: "Ei, eu aposto cem dólares que os Eagles nunca cruzam os cinquenta na próxima metade e Oakland ganha por 20! " Stan responde; "E eu tenho mais vinte que o quarterback dos Eagles usa um vestido!"
A série de comédia premiada It's Always Sunny in Philadelphia, estrelando Danny DeVito, faz várias referências ao Philadelphia Eagles, mais notavelmente a Temporada 3, Episódio 2 - "The Gang Gets Invincible", sendo o título uma referência ao filme de Wahlberg.